# Claudio Gentile
Claudio Gentile (Trípoli, 27 de septiembre de 1953) es un exfutbolista italiano, considerado uno de los mejores marcadores de la historia. Nació en el seno de una familia siciliana.

## Trayectoria

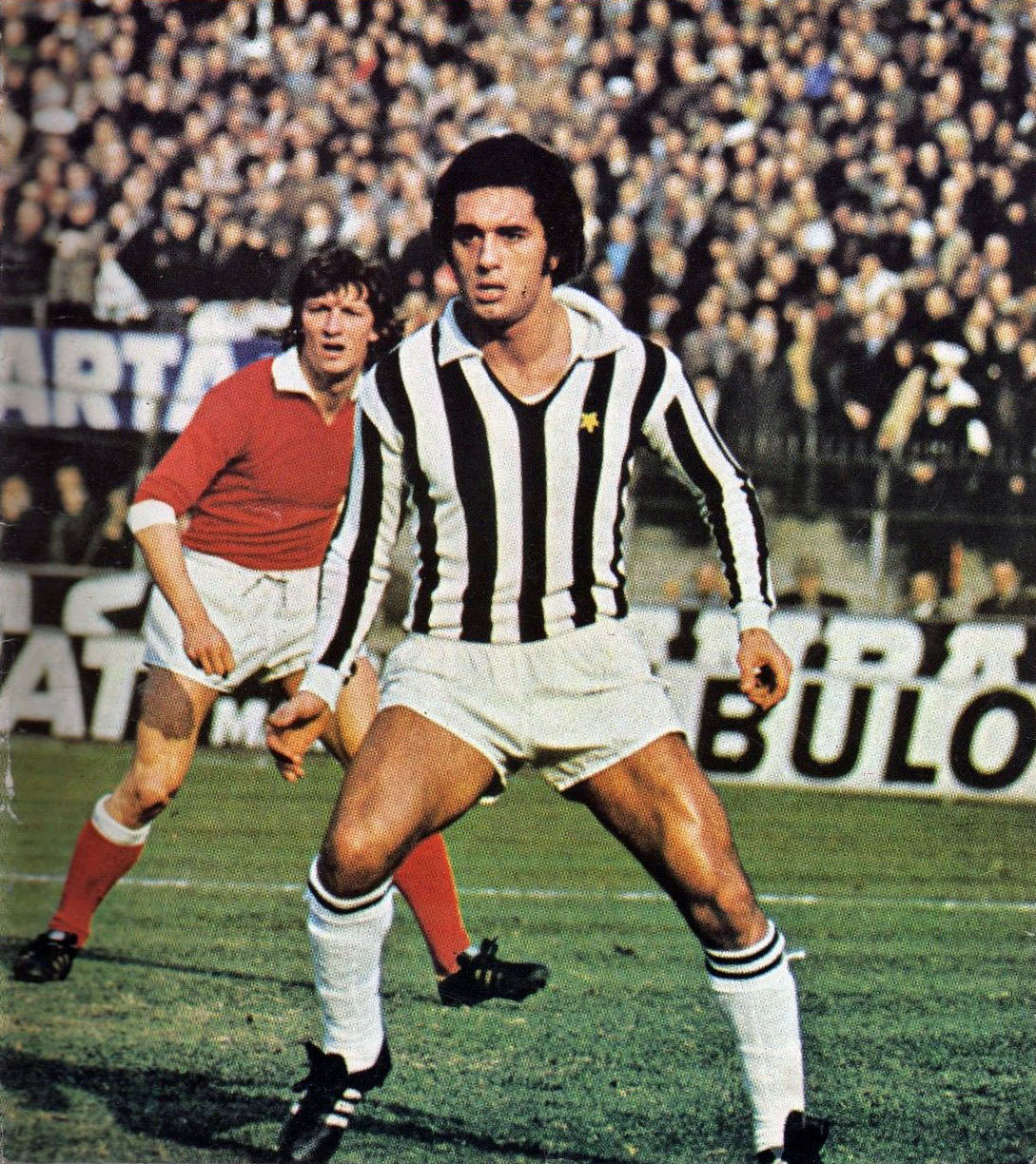
Gentile en un partido de la Juventus en 1975

Comenzó su carrera deportiva en el Arona de la Serie D, con 18 años, en 1971, donde disputó 34 partidos y anotó 4 goles. Posteriormente, en 1972, pasó a las filas del Varese de la Serie B italiana, conjunto en el que fue destacando como defensa central, jugando 34 partidos y marcando 1 gol.
En 1973, la Juventus FC se hizo con sus servicios, debutando en la Serie A en diciembre de 1973 en un Juventus FC 5-1 Hellas Verona FC. 
En la Juve, con 414 partidos y 10 goles durante 11 años, junto a muchos de los campeones mundiales de España 82 (como Zoff, Tardelli, Cabrini, Scirea, Rossi, etc.), Gentile alcanzaría su consagración definitiva y su mayor gloria deportiva; primero como un excepcional defensa central y luego, con Gaetano Scirea en la defensa de La Squadra Italiana, como volante de marca, donde se volvió irreemplazable.
En 1984 se marcha al ACF Fiorentina, conjunto en el cual disputa 70 partidos y 4 años después se enrolaría en las filas del Piacenza, donde se retiraría a la edad de 35 años tras 20 encuentros disputados.
A su retirada como jugador profesional, ejerció como entrenador en el Centro Técnico Federal de la Federación Italiana de Fútbol en Coverciano (barrio de Florencia) en la temporada 1988-89.

## Selección nacional
Con la selección italiana debutó el 19 de abril de 1975 en un empate a cero contra Polonia, participando en 2 copas del mundo: en el Mundial de Argentina 1978, en la Eurocopa 1980 y en el Mundial de España 1982, donde se proclamó campeón.
Es famoso en la memoria colectiva, aquel marcaje que le realizó a Maradona en los cuartos de final del mundial de España 82 donde con duras faltas logró anular el juego de la estrella argentina, ganándole Italia a Argentina 2-1.
Tras 71 partidos y 1 gol al servicio de La Squadra Azzurra, su último partido como internacional fue el 26 de mayo de 1984 (un 2-0 contra Canadá).
En 1998 asumió el cargo de la selección italiana Sub-20 y, 2 años más tarde, sería asistente de Giovanni Trapattoni en la selección italiana absoluta.
Es miembro del FIFA 100. Ha sido entrenador de la Selección sub-21 de Italia desde octubre de 2000 hasta 2006.

### Participaciones en Copas del Mundo
| Mundial                        | Sede      | Resultado    | Partidos | Goles |
| ------------------------------ | --------- | ------------ | -------- | ----- |
| Copa Mundial de Fútbol de 1978 | Argentina | Cuarto lugar | 7        | 0     |
| Copa Mundial de Fútbol de 1982 | España    | Campeón      | 7        | 0     |

## Clubes
| Club            | País   | Año       |
| --------------- | ------ | --------- |
| Arona           | Italia | 1971-1972 |
| Varese          | Italia | 1972-1973 |
| Juventus FC     | Italia | 1973-1984 |
| ACF Fiorentina  | Italia | 1984-1987 |
| Piacenza Calcio | Italia | 1987-1988 |

## Palmarés

### Torneos nacionales
| Título      | Club           | País   | Año     |
| ----------- | -------------- | ------ | ------- |
| Serie A     | Juventus F. C. | Italia | 1974-75 |
| Serie A     | Juventus F. C. | Italia | 1976-77 |
| Serie A     | Juventus F. C. | Italia | 1977-78 |
| Copa Italia | Juventus F. C. | Italia | 1978-79 |
| Serie A     | Juventus F. C. | Italia | 1980-81 |
| Serie A     | Juventus F. C. | Italia | 1981-82 |
| Copa Italia | Juventus F. C. | Italia | 1982-83 |
| Serie A     | Juventus F. C. | Italia | 1983-84 |

### Títulos internacionales
| Título                 | Club                | Sede    | Año     |
| ---------------------- | ------------------- | ------- | ------- |
| Copa de la UEFA        | Juventus F. C.      | Bilbao  | 1976-77 |
| Copa Mundial de Fútbol | Selección de Italia | España  | 1982    |
| Recopa de Europa       | Juventus F. C.      | Basilea | 1983-84 |

## Curiosidades
- Especialmente polémico y recordado fue el marcaje que hizo a Diego Armando Maradona en el Mundial de España 1982.
- Gran parte del crédito del mundial de 1982 recayó sobre este jugador, anulando a Maradona y a Zico a los que nunca (era su sello personal) concedió más de un metro de ventaja.